# Пирот
Пирот (серб. Пирот/Pirot) — місто в Сербії у общині Пирот Пиротського округу. Відповідно до даних перепису населення 2011 року, в місті проживало 57 922 чоловік.

## Історія
До римського завоювання район сучасного Пирота населяли фракійці. Перші згадки про Пирот належать до II століття, коли місто мало назву Туррес (лат. Turres) або Квімедава (лат. Quimedava).

## Відомі особистості
В поселенні народився:
- Радивоє Манич (нар. 1972) — сербський футболіст.